# Stroimiro
Stroimiro (in serbo Стројимир?, Strojimir; in greco bizantino Στροἠμιρ, trasl. Stroemir) (... – tra 880 e 896) fu un sovrano serbo che regnò sul Principato di Serbia dall'851 a un anno compreso tra l'880 e l'890 assieme ai suoi fratelli Mutimiro e Goinico.
Era un figlio minore di Vlastimiro, che regnò dall'836 all'850 circa. Stroimiro, assieme ai suoi fratelli Goinico e Mutimiro, rimase al potere della Serbia, sia pur con un ruolo meno influente del suo fratello maggiore Mutimiro. I tre principi sconfissero l'esercito della Bulgaria inviato da Boris I e guidato dal figlio di quest'ultimo, Vladimiro, che, assieme a dodici boiardi, fu catturato dalle truppe serbe. Quando fu poi concordata una pace, i due figli di Mutimiro, Pribislavo e Stefano Mutimirović, scortarono i prigionieri verso il confine a Ras. Lì Boris riservò loro ricchi doni e ricevette in cambio da Mutimiro due schiavi, due falchi, due cani e ottanta pellicce.
Dopo che, per motivi ignoti, scoppiò tra i fratelli minori e Mutimiro una lotta per il potere, Stroimiro e Goinico furono catturati ed esiliati dal khan bulgaro Boris I nell'855-856. Mutimiro destituì entrambi i suoi consanguinei e regnò poi come unico sovrano fino all'891. Sia Stroimiro sia Goinico persero i loro titoli di principi di Serbia e furono trattenuti a Pliska, la capitale bulgara, quando il khan decise di tenerli come prigionieri per evitare una nuova crisi dei rapporti bilaterali con la Serbia. Nonostante tutto, i due fratelli esiliati furono trattati bene dai bulgari, come dimostra il fatto che il khan Boris in persona provvide a combinare il matrimonio di Klonimir, figlio di Stroimiro, con una donna ignota.

## Il sigillo di Stroimiro
L'11 luglio 2006, un sigillo d'oro di Stroimiro risalente alla seconda metà del XI secolo, è stato acquistato dalla Repubblica di Serbia nel corso di un'asta tenutasi a Monaco di Baviera, in Germania, per 20.000 €, battendo un'offerta presentata dalla Bulgaria di 15.000 €. Il venditore era uno sconosciuto cittadino russo. Il sigillo, di fattura bizantina, proviene da Atene, Salonicco o Costantinopoli e pesa 15,64 g. Esso presenta una croce patriarcale e un'iscrizione in greco che recita: «Dio, aiuta Stroimiro» (KE BOIΘ CTPOHMIP).

### Fonti primarie
- Costantino Porfirogenito, De administrando imperio, a cura di Gyula Moravcsik, traduzione di Romillyi J. H. Jenkins, Dumbarton Oaks Center for Byzantine Studies, 1967, ISBN 978-0-88402-021-9.

### Fonti secondarie
- (EN) Sima Ćirković, The Serbs, Malden, Blackwell Publishing, 2004, ISBN 978-14-05-14291-5.
- (EN) John Van Antwerp Jr. Fine, The Early Medieval Balkans: A Critical Survey from the Sixth to the Late Twelfth Century, Ann Arbor, University of Michigan Press, 1991, ISBN 0-472-08149-7.